# Рахимов, Саидахтам Саидмуминович
Саидахтам (Саидахтан) Саидмуминович Рахимов (тадж. Саидаҳтам Саидмуминович Раҳимов; род. 28 июня 1973) — таджикский самбист и дзюдоист, бронзовый призёр чемпионата Азии по дзюдо 1995 года в Нью-Дели, серебряный призёр чемпионата мира по самбо 2002 года (Панама), победитель (1996) и серебряный (1998) призёр розыгрышей Кубка мира по самбо, участник соревнований по дзюдо летних Олимпийских игр 1996 года. По самбо выступал в тяжёлой весовой категории (свыше 100 кг). Был главным тренером сборной Таджикистана по дзюдо.

## Олимпиада
На Олимпиаде Рахимов победил аргентинца Орландо Баччино, но проиграл австрийцу Эрику Кригеру и остался за чертой медалистов.

## Семья
Отец Саидмумин Рахимов (1946—2009) — советский самбист, чемпион СССР и мира, мастер спорта СССР международного класса.